# Strombiformis patula
Strombiformis patula är en snäckart som först beskrevs av Dall och Simpson 1901.  Strombiformis patula ingår i släktet Strombiformis och familjen Eulimidae. Inga underarter finns listade i Catalogue of Life.